# آلون لويس
آلون لويس (بالإنجليزية: Alun Lewis)‏ (و. 1915 – 1944 م) هو شاعر، وكاتب من المملكة المتحدة، وويلز، توفي في ميانمار، عن عمر يناهز 29 عاماً.

## التعليم
تعلم في جامعة أبيريستويث.

## الخدمة العسكرية
خدم في الجيش البريطاني.

## جوائز
حصل على جوائز منها:
- جائزة المنافسة العامة [الإنجليزية]‏ (1946)
- قائد الفنون والآداب

## روابط خارجية
- آلون لويس على موقع الموسوعة البريطانية (الإنجليزية)
- آلون لويس على موقع ميوزك برينز (الإنجليزية)